# 安藤忠恕
安藤 忠恕（あんどう ただひろ、1941年（昭和16年）3月9日 - 2010年（平成22年）4月30日）は、日本の政治家。公選第16代宮崎県知事。

## 経歴
宮崎県西都市出身。宮崎県立妻高等学校、宮崎大学学芸学部（現在の同学教育文化学部）卒業。
1964年に宮崎県に入庁。総務部人事課長、商工労働部長などを歴任。1998年には県庁を退職し翌年の宮崎県知事選に出馬するも落選。2003年には自営業者や主婦層を支持基盤とした「草の根選挙」を展開し、松形祐堯前知事の後継と目されていた民主党、社民党推薦の牧野俊雄を破り初当選を果たした。2005年10月には公約通り、副知事に元体操選手の坂佳代子が起用された。
だが、2006年11月に発覚した宮崎県官製談合事件の責任を問われ、12月1日に県議会が安藤知事の不信任決議案を賛成40票反対なし欠席2人で可決した後、事件への関与を認めることになるとして一旦は議会を解散させず自らも辞職しないという方針を表明したが、その後辞職の意思を表明し12月4日で知事職を辞職した。
12月8日、競売入札妨害（談合）容疑により宮崎県警に逮捕された。裁判では一審二審で懲役3年6月の実刑判決を受けて上告していたが、2010年4月30日午前3時45分、悪性リンパ腫のため入院先の県立宮崎病院で死去した。69歳没。後継の知事となった東国原英夫が自身のブログにて、「官製談合事件での逮捕等もあったが、県職員としてまた知事として、県政発展のためにご尽力を頂いた。そのご功績に対して心から敬意を表すると共に心からご冥福をお祈りしたい」と述べた。

## 略歴
- 1964年3月 宮崎大学学芸学部（現教育文化学部）卒業
- 1964年4月 宮崎県庁入庁（上級法律職）
- 1982年4月 総務部財政課財政主幹
- 1983年4月 福祉生活部障害援護課課長補佐
- 1984年4月 土木部管理課課長補佐
- 1986年4月 環境保健部環境保全課長
- 1988年4月 総務部人事課長
- 1990年4月 企画調整部リゾート・シルバー・振興拠点推進局長
- 1992年4月 企画調整部次長
- 1993年4月 人事委員会事務局長
- 1995年4月 商工労働部長
- 1998年3月 県庁を退職
- 1999年8月 宮崎県知事選挙に出馬し落選
- 2003年8月 宮崎県知事選挙に出馬。元県出納長の牧野俊雄候補らを破り初当選
- 2006年11月 官製談合事件が発覚、同県議会において知事辞職勧告決議が可決
- 2006年12月1日 同県議会において知事不信任決議案が可決
- 2006年12月3日 宮崎県知事辞職を表明。同議会の議長に辞職願を提出
- 2006年12月4日 県議会の決議を受けて即日辞職
- 2006年12月8日 競売入札妨害（談合）容疑により逮捕
- 2006年12月28日 競売入札妨害容疑で起訴
- 2007年2月8日 事前収賄と第三者供賄容疑で追起訴
- 2009年3月27日 宮崎地方裁判所にて懲役3年6月、追徴金2000万円の一審判決を受ける
- 2010年4月15日 福岡高等裁判所宮崎支部で控訴棄却
- 2010年4月30日 午前3時45分、悪性リンパ腫のため入院先の県立宮崎病院で死去、69歳没。この為審理中であった上告審は、被告人死亡による公訴棄却が決定された[2]